# ユンベ県

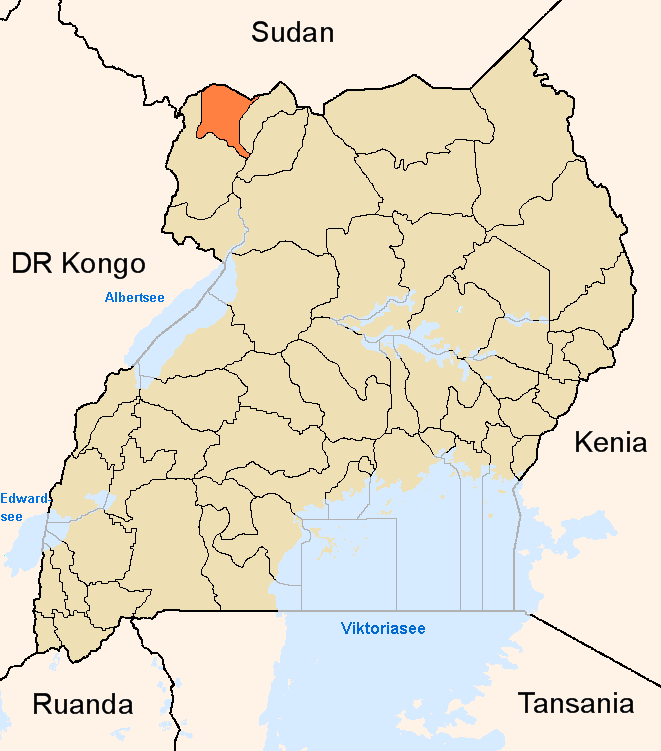
ユンベ県と2001年から2005年の県境

ユンベ県 (ユンベけん、Yumbe District) はウガンダ北西部、西ナイル地方北部の県。2001年11月28日にアルア県の北部のアリンガ郡が分割され設置された。2002年の国勢調査人口は 253,325 人。知事に相当する第5地域議会 (LC5) 議長は国民抵抗運動 (NRM) のラシッド・ゴヴレ・イーガである。
住民の多くはアリンガ族である。アリンガ族はカクワ族やルグバラ族などと共に中央スーダン系の民族で、ウガンダ・タンザニア戦争によるイディ・アミン政権崩壊後にアミン政権支持者として迫害された。アリンガ族はムスリムが多く（ルグバラ族のムスリムとされる場合もある）、教育を受けていない率が大きい。その中にはスーダンやコンゴ民主共和国に逃れたり、ウガンダ国民救済戦線 (UNRF) や西ナイル岸戦線 (WNBF) を結成して反政府活動を行うものもあった。UNRFは2002年6月にクル副郡で停戦し、12月にユンベで和平協定を結んだ。

## 隣接する県
東にモヨ県、アジュマニ県、南と西にそれぞれアルア県から分割されたマラチャ県及びコボコ県、北に南部スーダンと接する。
- モヨ県
- オボンギ県
- マディ・オコロ県
- テレゴ県
- マラチャ県
- コボコ県
- 中央エクアトリア州

## 脚註
1. ↑  Gwillim Law, Districts of Uganda, Statoids.
2. ↑  Background of the conflict in the West Nile and the WNBF, 1971-2002, Internal Displacement Monitoring Centre (IDMC)
3. ↑  UGANDA: Government in peace deal with UNRF-II rebels, IRIN, 19 June, 2002.